# Kalmar läns tidning
- Ej att förväxla med Kalmar läns tidning (1846) eller Kalmar Länstidning (1915-1918)

Kalmar läns tidning, KLT, enligt tidningens hemsida grundad som Calmar-Bladet 1827, är en lokal dagstidning  med endagarsutgivning och har en centerpartistisk ledarplats. Den nuvarande tidningen grundades enligt Libris 2 januari 1948.
Utgivningsfrekvens var 6 dagar i veckan till 1962, sedan en dag per vecka på fredagar till 2012, sen på torsdagar från 2012. Fullständig titel för tidningen har varierat men Kalmar Läns tidning har alltid ingått. Förkortningen KLT har förekommit i titeln.

## Föregångare
Tidningens föregångare hette 1915–1918 Kalmar Länstidning och gick 1918 samman med tidningen Kalmar (1864–1918) under titeln Kalmar Kalmar läns tidning. Denna tidning lades ner 1947. 1948 skapades nuvarande Kalmar Läns tidning. Tidningen Kalmar hade en föregångare Calmarposten som gavs ut 1842 till 1864. Att Calmar-Bladet skulle vara en föregångare till Calmarposten kan inte beläggas i Kungliga bibliotekets tidningskällor.

## Redaktion
Redaktionsort 1948–1999 Kalmar från dess Färjestaden på Öland. Politisk tendens var 1948–1957 Bondeförbundet och sedan Centerpartistisk till 2020. Samarbete inleddes 1959-12-01 då Skånska dagbladet övertog utgivningen och tryckningen av Kalmar läns tidning. Uppgiften hämtad från Pressens tidning 15 december 1959 nr 24, s. 14. Samarbetet upphörde då tidningen blev endagarstidning.
| Period                 | Ansvarig utgivare | Period                  | Redaktör          | Kommentar         |
| 1948-01-02--1953-09-30 | Morhagen, Manfred | 1948-01-02--1953-09-30  | Morhagen, Manfred |                   |
| 1953-10-01--1955-11-01 | Hellman, Stig     | 1953-10-01--1955-11-01  | Hellman, Stig     |                   |
| 1955-11-02--1959-11-30 | Norman, Arne      | 1955-11-02--1959-11-30  | Norman, Arne      |                   |
| 1959-12-01--1960-12-31 | Beer, Allan       | 1959-12-01--1960-12-31  | Beer, Allan       |                   |
| 1961-01-02--1962-03-31 | Braw, Lars        | 1961-01-02--1962-03-31  | Braw, Lars        |                   |
| 1962-04-06--1970-01-27 | Petersson, Olof   | 1962-04-06--1970-02-27  | Petersson, Olof   |                   |
| 1970-03-06--1971-08-20 | Fransson, Erik    | 1970-03-06--1971-07-30  | Fransson, Eric    |                   |
| 1971-08-27--1988-04-29 | Svensson, Åke     | 1971-01-08--1987-09-18  | Persson, Stig     |                   |
| 1988-05-06--1991-03-14 | Gärdekrans, Sven  | 1987-09-25--1988-04-29  | Österberg, Regina | t f redaktinschef |
| 1991-03-15--1992-01-17 | Österberg, Regina | 1988-05-06--1991-03-01  | Gärdekrans, Sven  | redaktionschef    |
| 1992-01-24--1998-08-28 | Nordlöw, Bengt    | 1991-03-08--1991-09-27  | Österberg, Regina | t f redaktinschef |
| 1998-09-04--2000-09-29 | Petersson, Jan    | 1991-10-04--1998-08-28  | Norlöw, Bengt     | redaktionschef    |
| 2000-10-06--2005-08-26 | Hedman, Ulf       | 1998-09-04--2000-09-01  | Petersson, Jan    | redaktionschef    |
| 2005-09-02--2006-09-22 | Jönsson, Kenth    | 2000-09-02 --2012-10-03 | Uppgift saknas    |                   |
| 2006-09-29--2010-07-16 | Watanen, Lina     | 2012-10-04--2014-05-08  | Asmundsson, Karin |                   |
| 2010-07-23--2010-11-05 | Fält, Niklas      | 2014-05-15--2014-12-31  | Watanen, Lina     |                   |
| 2010-11-12--2012-09-27 | Watanen, Lina     | 2015-01-08--2016-12-31  | Asmundsson, Karin |                   |
| 2012-10-04--2014-05-08 | Asmundsson, Karin | 2017-01-01--            | Watanen, Lina     |                   |
| 2015-01-08--2016-12-31 | Asmundsson, Karin |                         |                   |                   |
| 2017-01-01--           | Watanen, Lina     |                         |                   |                   |

Tidningens edition Nybro tidning gavs ut en gång i veckan under 2013. Editionen räknas enligt nya  regler från 2014 inte som edition. Nybro Tidning  blev edition 1977 och trycks 2020 i Karlskrona på torsdagar. Priset för tidningen var 1948 20 kr. 1960 52 kr och  1970 25 kr. Priset sjönk då tidningen blev endagarstidning. 1980 kostade den 45 kr och 1990 135 kr. 2000 hade inflationen gett 319 kr samt 2020 699 kr i pris för ett helår.

## Tryckning
Förlaget hette Kalmar tryckeriaktiebolag till 1959, sedan AB Skånska dagbladet i Malmö till och med 31 mars 1962. Från 1962 till 1992 KLT-Press, ekonomisk förening och slutligen från 1993 KLT Tryck Aktiebolag. Tidningen trycktes i svart + 1 färg till 1978 sedan 3 augusti 1979 i fyrfärg. Satsytan var större tidigare men är nu tabloidformat. Sidantal  var inledningsvis 8-12 sidor och  ökade till max 32 sidor 1978. Sidantalet minskar sedan men når en ny topp på 40 sidor 1996-1998.  2015, 2018 och  2019 fanns tidningar med 48 sidor.
Tryckeriet har växlat. Kalmar tryckeri AB tryckte tidningen till 30 november 1959, då AB Skånska dagbladets tryckeri i Malmö tog över till 31 mars 1962. 1962 till 1974 tryckte Tryckeri AB Beckasinen i Kalmar tidningen. 1974 till 1979 flyttades trycket till Tryckeri AB Öland i Borgholm. 1979 -1991 blev det Aktiebolag Smålänningen i Ljungby dom skötte pressarna. Några månader 1991 var VTT-grafiska i Vimmerby men sedan 1992 och till 2011 års utgång var Vimmerby tidnings tabloidsektion ansvariga. Sedan 2012 trycks tidningen i Karlskrona på Sydostpressarna aktiebolag. Tryckeriutrustning är Offset från 1979 enligt tidningen 3 augusti 1979.
Upplagan för tidningen var 8200 år 1948, men föll till 4000 då tidningen tryckes av Skånska Dagladet. Den ökade som endagarstidning till över 5000 på 1980-talet men har nu minskat till bara drygt 2000 de senaste åren. Detta är inklusive Nybro Tidning.

## Den nuvarande tidningen
Kalmar Läns Tidning, KLT ingår 2020 i Gota Media AB. Tidningen ägs 2020 av Gota Media AB men ges ut av KLT Tryck AB. VD är från 2012 Mikael Larsson–Ek och chefredaktör tillika ansvarig utgivare är Lina Watanen. Tidningens huvudkontor ligger i Kalmar. Tidningen utkommer en gång i veckan på torsdagar. KLT har bilagan Nybro tidning.